# Borís Bazhánov
Borís Gueórguiyevich Bazhánov (en ruso: Бори́с Гео́ргиевич Бажа́нов, también conocido por la transliteración francesa de su nombre, Boris Bajanov) (1900-1983) fue un secretario del Politburó del Comité Central del Partido Comunista de la Unión Soviética y el secretario personal del líder de la Unión Soviética, Iósif Stalin, de agosto de 1923 hasta finales de 1925. Bazhánov ocupó diferentes posiciones en el Politburó de 1925 a 1928. En 1928, Bazhánov desertó de la Unión Soviética y se convirtió en el único asistente del Secretariado de Stalin que se volvió contra el régimen soviético. Los subsecuentes intentos de Stalin de atrapar y asesinar a Bazhánov en Francia fracasaron. De 1930 en adelante, Bazhánov escribió y publicó varias memorias y libros sobre los secretos detrás de las acciones de Stalin. Los escritos de Bazhánov siguieron siendo publicados y traducidos tras su muerte en París en 1983.

## Ediciones de las memorias de Bazhánov
- Bajanov, Boris (1930). Avec Staline dans le Kremlin (Con Stalin en el Kremlin) (en francés). París: Les Éditions de France. LCCN 92892852.
- Bazhanov, Boris (1930). Pokhishchenie generala A.P. Kutepova bolʹshevikami; sli︠e︡dstvennye i politicheskie materialy.: sli︠e︡dstvennye i politicheskie materialy. Imp. "Pascal".
- Bazhanov, Boris (1931). Stalin, der rote Diktator. P. Aretz.
- Bazhanov, Boris (1931). Al servicio de Stalin: El zar rojo de todas las Rusias. Ulises.
- Bašanov, Boris (1933). Ich war Stalins Sekretär. Ullstein.
- Bazhanov, Boris (1977). Ich war Stalins Sekretar (Aufl edition). Ullstein. ISBN 3550173504.
- Bazhanov, Boris (1990). Vospominaniia byvshego sekretaria Stalina. SP Sofinta.
- Bazhanov, Boris (30 de abril de 1990). Bazhanov and the Damnation of Stalin. Ohio University Press. ISBN 0821409484.
- Bazhanov, Boris (1992). Vospominaniia byvshego sekretaria Stalina. Kn-vo "Vsemirnoe slovo". ISBN 5864420042.
- Bazhanov, Boris (1993). Hokmdarlar: Stalin, Pol Pot, Saddam Husein. Iazychy, Baku. ISBN 5560012106. Archivado desde el original el 8 de junio de 2011. Consultado el 7 de abril de 2009.
- Bazhanov, Boris (1993). Воспоминания бывшего секретаря Сталина. ТЕРРА. ISBN 5300012785.